# Rumo
Rumo är en kommun i provinsen Trento i regionen Trentino-Sydtyrolen i Italien. Kommunen hade 806 invånare (2018).